# Willem Frederik Rochussen
Willem Frederik Rochussen, född den 18 december 1832 i Amsterdam, död den 17 juli 1912 i Haag, var en nederländsk politiker. Han var son till Jan Jacob Rochussen.
Den 5 september 1881 – 23 april 1883 var han Nederländernas utrikesminister.